# José Pereira de Araújo Neves
José Pereira de Araújo Neves (1814[carece de fontes?] — 15 de março de 1850) foi um político brasileiro.
Foi presidente da província do Rio Grande do Norte, de 2 de dezembro de 1849 a 15 de março de 1850.